# 维埃纳河畔帕尔赛
维埃纳河畔帕尔赛（法語：Parçay-sur-Vienne，法語發音：[paʁsɛ syʁ vjɛn]）是法国安德尔-卢瓦尔省的一个市镇，位于该省南部偏西，维埃纳河左岸，属于希农区。

## 地理
维埃纳河畔帕尔赛（47°6'20"N, 0°28'36"E）面积18.74 平方千米，位于法国中央-卢瓦尔河谷大区安德尔-卢瓦尔省，该省份为法国中西部省份，北起萨尔特省、东北接卢瓦-谢尔省，东南接安德尔省，南至维埃纳省，西临曼恩-卢瓦尔省。
与维埃纳河畔帕尔赛接壤的市镇（或旧市镇、城区）包括：舍泽勒、克鲁济耶、普宰、维埃纳河畔里伊、特讷伊、特罗格。

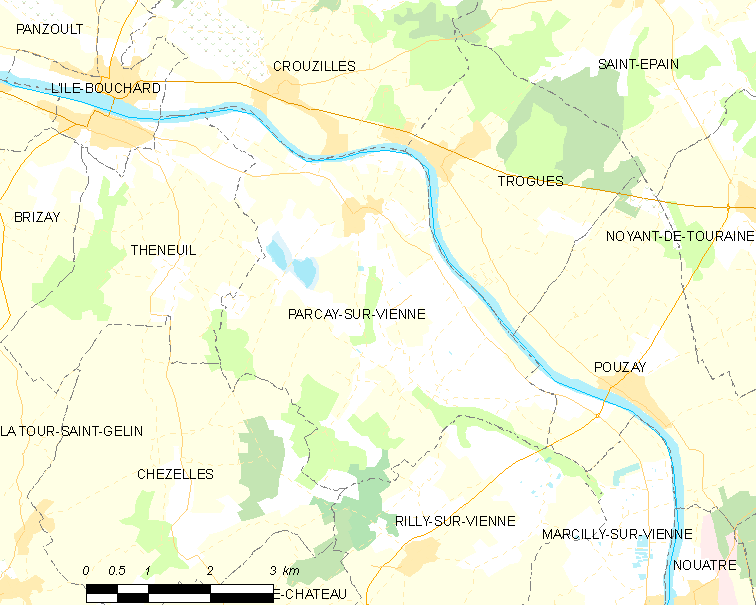
维埃纳河畔帕尔赛的OSM定位图

维埃纳河畔帕尔赛的时区为UTC+01:00、UTC+02:00（夏令时）。

## 行政
维埃纳河畔帕尔赛的邮政编码为37220，INSEE市镇编码为37180。

## 政治
维埃纳河畔帕尔赛所属的省级选区为图赖讷地区圣莫尔县。

## 人口

1962-2008年间维埃纳河畔帕尔赛人口变化图示

维埃纳河畔帕尔赛于2022年1月1日时的人口数量为621人。